# Rhoogeton
Rhoogeton, biljni rod iz porodice gesnerijevki smješten u podtribus Columneinae, dio tribusa Gesnerieae.. Pripadaju mu dvije vrste iz tropske Južne Amerike.

## Etimologija
Imde roda dolazi od grčkog ροος, rhoos = potok, i γειτων, geitōn = susjed, budući da biljke obično rastu uz potoke. 

## Opis
Ovo je rod gomoljastih, kopnenih, višegodišnjih zeljastih biljaka s nekoliko vrsta. Rhoogeton raste na mokrim stijenama i nalazi se u Gvajani, Venezueli i Brazilu. Ove vrste su bez stabljike s malim gomoljem s vlaknastim korijenjem. Listovi jedan ili nekoliko, peteljkasti, lamina zaobljena do duguljasto jajolika. Cime s dugom peteljkom, s nekoliko cvjetova. Čašičasti listovi slobodni do baze. Vjenčić cjevast do trubast, u čašici kos. Prašnika 4, dvostruka; filamenti spojeni na bazi i umetnuti blizu baze vjenčića; prašnici povezani u parovima, rastavljeni uzdužnim prorezima. Nektarij jedna dorzalna emarginirana žlijezda. Jajnik gornji; stigma dvousna. Plod je školjkasta čahura, lokulicidno odvojena, zalisci se otvaraju do 180º.

## Vrste
1. Rhoogeton cyclophyllus Leeuwenb.